# Ottaviano - San Pietro - Musei Vaticani (estación)
Ottaviano - San Pietro - Musei Vaticani (en español: Ottaviano - San Pedro - Museos Vaticanos) es una estación de la línea A del Metro de Roma. La estación se sitúa en la intersección de las vías Giulio Cesare, Ottaviano y Barletta, en el barrio de Prati, en el Municipio I. La estación es subterránea y posee dos andenes con vías intermedias a estos.
Es una de las estaciones más utilizadas por peregrinos y turistas, ya que conecta con el complejo de la Ciudad del Vaticano (incluyendo la Basílica y Plaza de San Pedro, y los Museos Vaticanos), la Via della Conciliazione, la Piazza dei Quiriti y el Teatro Giulio Cesare.
El vestíbulo de la estación alberga mosaicos del artista japonés Shu Takahashi y del inglés Joe Tilson, ambos ganadores del Premio Artemetro Roma.

## Historia
La estación Ottaviano fue construida como terminal noroccidental de la primera sección construida de la línea A del metro, que entró en servicio el 16 de febrero de 1980. El 29 de mayo de 1999 se inauguró la extensión hasta Valle Aurelia, convirtiendo a Ottaviano en solo estación de tránsito.
En el período comprendido entre 2006 y 2007, la estación ha estado involucrada en las excavaciones arqueológicas llevadas a cabo para la extensión de la línea C. 
En 2007, fue cambiado el nombre de la estación, añadiéndosele el sufijo San Pietro al nombre original, para facilitar el transporte de peregrinos y turistas hacia la Ciudad del Vaticano. En 2010, se añadió a su vez el sufijo Musei Vaticani, que antes tenía asignado la vecina estación Cipro.
En 2012, de forma simultánea con la estación Lepanto, fue restaurada parcialmente con la instalación de nuevos paneles blancos (gráficamente similares a los presentes en Manzoni después de su completa reestructuración) y la sustitución de los paneles naranja comunes presentes en la mayoría de las otras estaciones de la línea A. Se añadió la sustitución de mapas y la instalación de un ascensor para hacer más accesible la entrada y salida a la estación para las personas con discapacidad.